# 布拉斯·德莱索
布拉斯·德莱索（Blas de Lezo y Olavarrieta 1689年2月3日—1741年9月7日）是一名西班牙帝国时期西班牙海军的上将。他最著名的事迹是在卡塔赫纳战役（1741）中率军抵挡住了英国海军上将爱德华·弗农的进攻，他后来被誉为海军史上的顶级战略家。在长年累月的征战中，德莱索丢掉了他的左眼、左手、左腿，右手手臂也几乎无法活动，因此获得外号“半边人”（Mediohombre）。